# Laterza
Laterza – miejscowość i gmina we Włoszech, w regionie Apulia, w prowincji Tarent.
Według danych na rok 2011 gminę zamieszkiwały 15 280 osoby, 93,6 os./km².